# Případ mrtvého nebožtíka
Případ mrtvého nebožtíka je česká filmová komedie režiséra Miloslava Šmídmajera, který je zároveň i producentem filmu. Podle tvůrců se jedná o parodický snímek, který navazuje na dlouhou českou tradici kriminálních parodií. Natáčení filmu proběhlo v červenci 2019 a probíhalo v Olomouci a Litoměřicích.
V hlavních rolích se objevili Hana Vagnerová, David Novotný, Martin Pechlát a Lukáš Příkazký. Snímek měl premiéru 16. ledna 2020.

## Obsazení
| Hana Vagnerová      | kriminalistka Lolita Skálová, zvaná Scullyová           |
| David Novotný       | major Jan Prubner                                       |
| Martin Pechlát      | kriminalista Bedřich Rorýs                              |
| Lukáš Příkazký      | kriminalista Bronislav Dymák                            |
| Miroslav Táborský   | nadporučík Herkules Drátek                              |
| Pavel Rímský        | nadporučík Isidor Vlk                                   |
| Tereza Srbová       | Helga, Vlkova milenka                                   |
| Martin Myšička      | primář                                                  |
| Petra Jungmanová    | policejní psycholožka Kmoníčková                        |
| Milan Šteindler     | patolog Martin                                          |
| Eva Holubová        | Sladká-Kozinová, žena řidiče Sladkého-Koziny            |
| Henrieta Hornáčková | tisková mluvčí policie Jana Rambousková                 |
| Lenka Krobotová     | Marie Prubnerová, manželka majora Jana Prubnera         |
| Sabina Vosecká      | vyděračka Starablažková                                 |
| Pavla Beretová      | Tesáčková, sestra Starablažkové                         |
| Klára Issová        | malířka Somráčková, sousedka Starablažkové              |
| Anna Polívková      | uklízečka                                               |
| Arnošt Goldflam     | plukovník Kamil Horvát, čestný předseda výběrové komise |
| Luboš Veselý        | únosce Chlastal                                         |
| Ivan Lupták         | asistent patologa                                       |
| Jakub Štáfek        | strážmistr                                              |
| Michael Foret       | čumil                                                   |
| Filip Kaňkovský     | čumil                                                   |
| Denisa Pfauserová   | zdravotní sestra                                        |
| Michal Zelenka      | policista                                               |
| Radek Zima          | kriminalista                                            |
| Zdeněk Godla        | vrátný                                                  |
| Mária Dufková       | Dymákova matka                                          |

## Recenze
Čeští filmoví kritici hodnotili snímek podprůměrně:
- Mirka Spáčilová, iDNES.cz, 16. ledna 2020, [4]
- Věra Míšková, Právo, 16. ledna 2020, [5]
- Michal Hlaváč, Kulturio, 18. ledna 2020, [6]
- Jakub Peloušek, EuroZprávy, 25. ledna 2020, [7]

Kritik Kamil Fila nazval film „odfláknutým“ a dodal, že ve filmu účinkují dobří herci, jinak je ale řemeslně laciný.